# Muntele Erebus
Muntele Erebus din Antarctida este cel mai sudic vulcan activ de pe Pământ. Are o altitudine maximă de 3794 metri și este situat pe Insula Ross, care este, de asemenea, casa a trei vulcani inactivi, Muntele Terror, Muntele Bird și Muntele Terra Nova. Muntele Erebus face parte din Cercul de foc al Pacificului, care include peste 160 de vulcani activi.
Vulcanul a fost observat ca fiind continuu activ din anul 1972. El este locul unde se află un observator vulcanic condus de Institutul de Minerit și Tehnologie din New Mexico.

## Descoperirea și denumirea
Muntele Erebus a fost descoperit pe 27 ianuarie 1841 (atunci era în erupție) de către exploratorul polar James Clark Ross, care l-a numit Muntele Erebus după navele sale, Erebus și Terror (care au fost, de asemenea, utilizate de către John Franklin în dezastroasa sa expediție arctică). Erebus primordial a fost un zeu grec al întunericului, fiul lui Haos.

## Ascensiune
Muntele Erebus a fost urcat prima dată de către membrii expediției lui Ernest Shackleton în 1908. Prima ascensiune solo cunoscută și prima ascensiune de iarnă a fost realizată de alpinistul britanic Roger Wear în martie 1985.  La 19-20 ianuarie 1991, Charles J. Blackmer, un fierar care lucra de mai mulți ani la Stația McMurdo de la Polul Sud, a realizat o ascensiune solo în aproximativ șaptesprezece ore.

## Geologie și vulcanologie

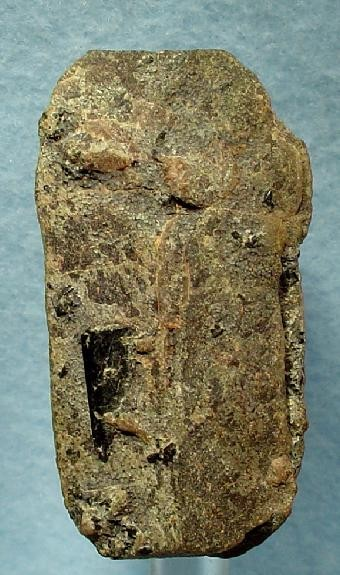
Cristal Anorthoclase de la Muntele Erebus. Acestea sunt suveniruri râvnite la Stația McMurdo.

Muntele Erebus este în prezent cel mai activ vulcan din Antarctida. Vârful său conține un lac persistent de lavă "phonolitică", unul dintre cele cinci lacuri de lavă de lungă durată de pe Pământ. Activitatea eruptivă caracteristică este formată din erupții "stromboliane" din lacul cu lavă sau de la una din gurile vulcanice subsidiare, toate situate în craterul vulcanului interior. Vulcanul este remarcabil din punct de vedere științific. Activitatea sa eruptivă de nivel relativ scăzut și neobișnuit de persistentă permite studiul pe termen lung a unui sistem "vulcanologic eruptiv strombolian" foarte apropiat (sute de metri) de gurile active, o caracteristică comună la doar câțiva vulcani planetari, cum ar fi Stromboli în Italia. Studiul științific al vulcanului este, de asemenea, facilitat de apropierea lui de Stația McMurdo (SUA) și Baza Scott (Noua Zeelandă), ambele situate pe Insula Ross la aproximativ treizeci și cinci kilometri distanță.
Muntele Erebus este clasificat ca un stratovulcan poligenetic. Jumătatea de jos a vulcanului este de tip scut și jumătatea de sus este de tip stratocon (Muntele Etna este la fel). Compoziția produselor eruptive actuale ale Erebus este formată din "fonolit anorthoclase-porphyric tephritic" și "fonolit", care constituie cea mai mare parte a fluxului de lavă expus pe vulcan. Cele mai vechi produse eruptive constau din lavă relativ nediferențiată și non-vâscoasă "basanitică" care formează scutul din partea de jos. Basanite ușor mai tinere și phonotephrite pe "Fang Ridge"- o ramașită erodată a vulcanului timpuriu Erebus - și în alte locuri izolate pe flancurile lui Erebus.
Fluxurile de lavă phonotephrite mai vâscoase, tephriphonolite și trachyte au erupt după basanite. La aproximativ 3200 metri, atrage atenția un platou care reprezintă o calderă care are mai puțin de o sută de milenii vechime. În centrul calderei este un con mic, abrupt față-verso, compus în principal din bombe de lavă descompuse și un mare depozit de cristale anorthoclase cunoscute sub numele de "Cristale Erebus". În acest con lacul cu lavă este activ continuu.

## Dezastru aerian
Zborul 901 la Air New Zealand a fost unul de transport regulat de pasageri de la Aeroportul Auckland în Noua Zeelandă la Antarctida și retur, fără escală. Ruta a fost creată cu scopul de vizitare a obiectivelor turistice din Antarctida, a fost operat cu avioane McDonnell Douglas DC-10-30 și a început în februarie 1977. Avionul s-a prăbușit în Muntele Erebus la 28 noiembrie 1979 și a avut ca urmări uciderea tuturor celor 257 de persoane aflate la bord. Air New Zealand a întrerupt serviciul după accident.
În timpul verii din Antarctida, topirea zăpezii de pe flancurile Muntelui Erebus aduce continuu resturile de la accident la suprafața stratului de zăpadă; acestea sunt perfect vizibile din aer.

## Galerie de imagini

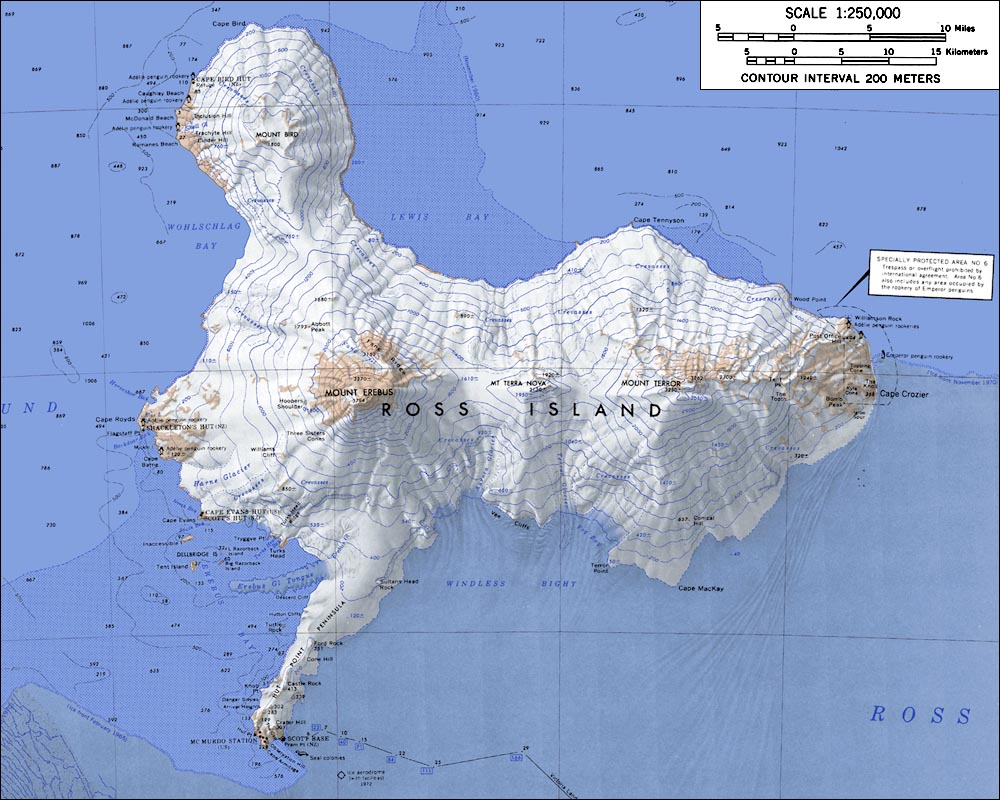
Harta topografică a insulei Ross (scala 1:250,000) de la USGS Ross Island
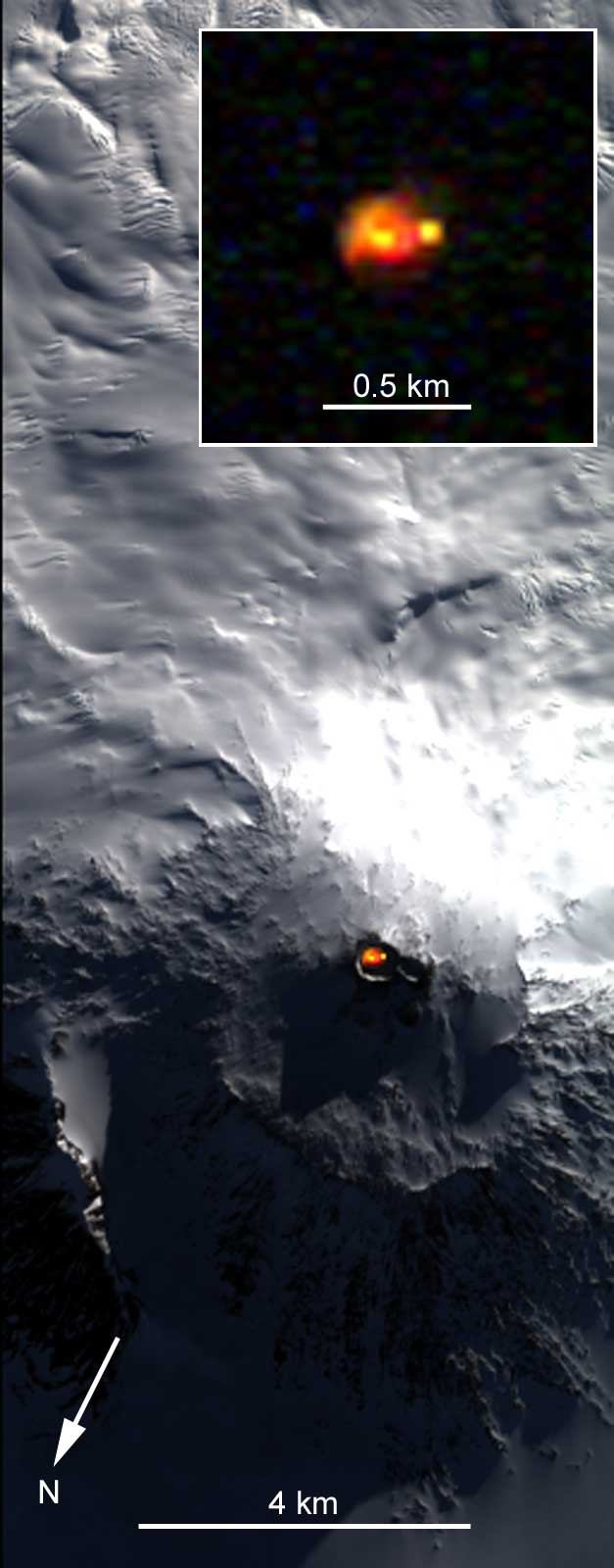
Imagine prin satelit de pe Muntele Erebus arată strălucirea persistentă a lacului de lavă
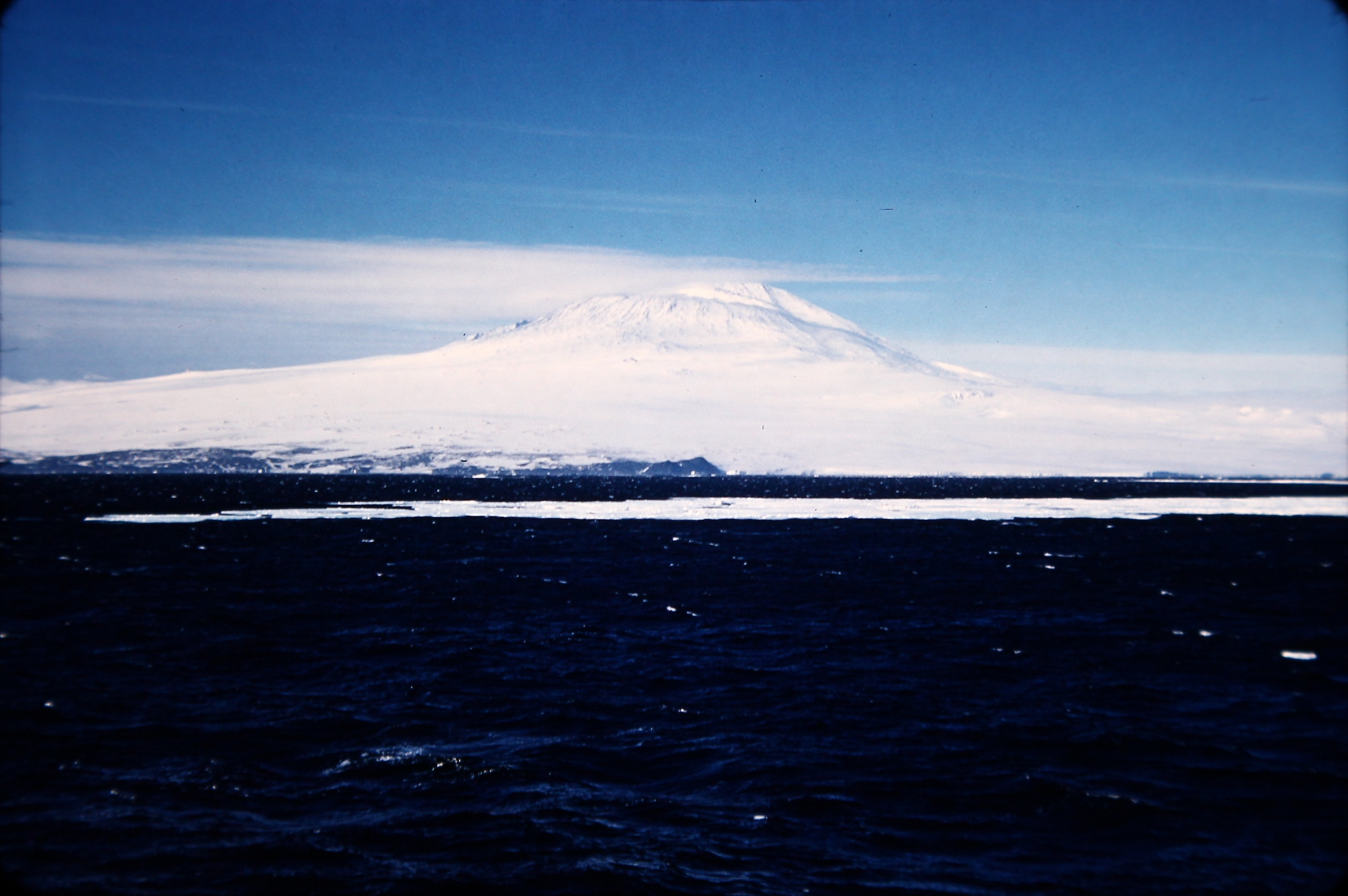
Muntele Erebus în decembrie 1955